# الاكمة (الاعدون)

تعديل مصدري - تعديل

الاكمة محلة تابعة لقرية الاعدون، التابعة لعزلة ذي الحود ومعاين بمديرية ذي السفال إحدى مديريات محافظة إب في الجمهورية اليمنية، بلغ تعداد سكانها 62 حسب تعداد اليمن لعام 2004.